# Arctoscopus japonicus
Arctoscopus japonicus är en fiskart som först beskrevs av Steindachner, 1881.  Arctoscopus japonicus ingår som enda art i släktet Arctoscopus och familjen Trichodontidae. Inga underarter finns listade i Catalogue of Life.